# 廣場起義報
Euromaidan Press是一个烏克蘭英文新闻网站。該網站成立於2014年1月。它的名字來自於烏克蘭親歐盟示威運動。加拿大分析师Mat Babiak是該網站的創始人之一， 他于2015年從網站离职。